# Martin Weinzettl
Martin Weinzettl (* 1969 in Marbach am Neckar als Martin Pozsgai) ist ein deutscher Kunst- und Architekturhistoriker und arbeitet als Kurator und stellvertretender Leiter am Museum im Prediger in Schwäbisch Gmünd.

## Leben
Martin Weinzettl studierte Kunstgeschichte, Neuere Geschichte, Klassische Archäologie und Rechtswissenschaften in Berlin und Wien. 2003 bis 2009 war er wissenschaftlicher Mitarbeiter am Kunsthistorischen Institut der Freien Universität Berlin. Dort wurde er 2012 mit einer Arbeit über „Joseph Effner und Germain Boffrand. Studien zur Architektenausbildung um 1700 am Beispiel der Innendekoration“ promoviert. 2010 bis 2017 war er Sammlungskurator für alte und wertvolle Drucke an der Stiftung Bibliothek Werner Oechslin in Einsiedeln in den Bereichen Kunst- und Architekturtheorie, und von 2017 bis 2021 lehrte er Architektur- und Kunstgeschichte als wissenschaftlicher Assistent am Fachbereich Architektur der TU Darmstadt. Seit 2021 arbeitet er als wissenschaftlicher Mitarbeiter und Kurator am Museum im Prediger Schwäbisch Gmünd mit den Zweigmuseen Galerie im Prediger und Silberwarenmuseum Ott-Pausersche Fabrik. Seit 2023 ist er dort stellvertretender Museumsleiter.
Er hat zahlreiche kunst- und kulturgeschichtliche Ausstellungen kuratiert, darunter „Mit offenen Sinnen für das Neue – Jakob Wilhelm Fehrles Pariser Jahre 1911–1914“ (2021), „Stadt - Land - Akt. Der Maler Hans Bucher aus dem Donautal“ (2023, in Kooperation mit der Hans-Bucher-Stiftung Fridingen a. D.), „Moderne Gefühle - Fotografien von Ingolf Thiel 1975–1985“ (2024/25, in Kooperation mit der Deutschen Fotothek Dresden) und „Wish you were queer. Un-Sichtbarkeit von LSBTI* in Kunst und Geschichte“ (2025) sowie Tagungen konzipiert, darunter das Symposium „Kunstgewerbemuseen und -schulen “ (2022, in Kooperation mit dem Landesmuseum Württemberg in Stuttgart).

## Forschungsschwerpunkte
Zu seinen wissenschaftlichen Schwerpunkten zählen Kunstgewerbe und angewandte Kunst, die mitteleuropäische Ornamentgeschichte, die Ausstattungskünste des Barock, Architektur und Design der 1970er-Jahre sowie queere Kunst- und Kulturgeschichte. Auch der Geschichte des Straßenbaus im 19. Jahrhundert gilt sein Interesse.

## Schriften (Auswahl)
- Martin Weinzettl, Max Tillmann: Der Prediger. Geschichte eines Gmünder Bauwerks durch die Jahrhunderte. Schwäbisch Gmünd 2023, ISBN 978-3-936988-41-3.
- Martin Pozsgai: Im Zentrum der Landeshauptstadt – Zur Geschichte der Rentenversicherung in der Stuttgarter Stadtmitte. Stuttgart 2019, keine ISBN.
- Martin Pozsgai, Tobias Büchi, Werner Oechslin: Architekturtheorie im deutschsprachigen Kulturraum 1486–1648. Basel 2018, ISBN 978-3-906896-05-2.
- Martin Pozsgai: Germain Boffrand und Joseph Effner. Studien zur Architektenausbildung um 1700 am Beispiel der Innendekoration. Berlin 2012, zugleich: Diss. Freie Universität Berlin 2010, ISBN 978-3-7861-2661-4.
- Arnd Kolb, Niklas Konzen und Martin Weinzettl-Pozsgai (Hrsg.): Aus dem Schatten in die Geschichte: Lebenswelten von LSBTI* in und um Schwäbisch Gmünd. Begleitband zur Ausstellung „Wish you were queer. Un-Sichtbarkeit von LSBTI* in Kunst und Geschichte“. Schwäbisch Gmünd 2025, ISBN 978-3-95747-187-1.
- Martin Pozsgai, Martin Engel, Christiane Salge und Huberta Weigl (Hrsg.): Barock in Mitteleuropa. Werke, Phänomene, Analysen. Hellmut Lorenz zum 65. Geburtstag. Wien-Köln-Weimar 2007, zugleich: Wiener Jahrbuch für Kunstgeschichte 55/56 (2006/07), ISBN 978-3-205-77621-5.
- Martin Weinzettl: Der württembergische Oberbaudirektor Donato Giuseppe Frisoni (1681–1735). Mit einem Werkverzeichnis (in Druck).